# Kavaliershaus (Pfaueninsel)

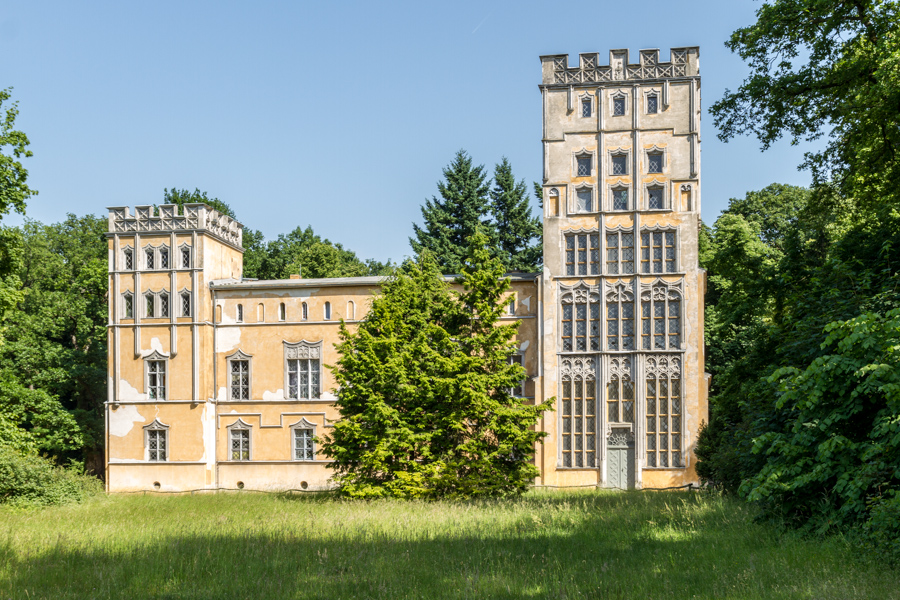
Das Kavaliershaus auf der Pfaueninsel

Das Kavaliershaus auf der Pfaueninsel ist ein von 1803 bis 1804 errichtetes Kavaliershaus auf der Pfaueninsel. Es wurde 1824 bis 1826 von Karl Friedrich Schinkel erweitert und mit der abgebrochenen Fassade des Schlieffhauses in Danzig verkleidet.

## Geschichte
Da die Pfaueninsel zur Jahrhundertwende 1800 größtenteils landwirtschaftlich genutzt wurde, war es nötig, ein Wohn- und Wirtschaftsgebäude zu errichten. Die Pläne für diesen Bau stammten von dem Oberhofbaurat Friedrich Ludwig Carl Krüger aus Potsdam. Diese Pläne wurden von 1803 bis 1804 umgesetzt, und es entstand ein vierseitiger Wirtschaftshof, dessen eingeschossiges Wohngebäude an den Seiten von zwei Türmen flankiert wurde. 1822 erfuhr der König Friedrich Wilhelm III., dass in der Danziger Brotbänkengasse das alte Schlieffhaus mit der gotischen Fassade aus dem Jahre 1520 abgerissen werden sollte. Der König erwarb die Fassade für 300 Taler und ließ sie unter Schinkels Aufsicht abtragen und per Schiff nach Berlin auf die Pfaueninsel transportieren. Ursprünglich war geplant, die Fassade als Kulisse auf der Insel aufzustellen, doch Schinkel schlug stattdessen vor, das Kavalierhaus entsprechend umzubauen und die Fassade dem südlichen Turm vorzublenden. Dieser Plan wurde dann von 1824 bis 1826 von Schinkel umgesetzt. Die Nebengebäude wurden abgerissen und das Wohngebäude um eine Etage erhöht. Da das Fundament des Turmes für die schwere Sandsteinfassade nicht ausgelegt war, musste der Turm abgerissen und samt Fundament neu errichtet werden.
Von 1990 bis 1998 wurde das Kavaliershaus restauriert. Zwischen 2009 und 2015 kam es außerdem zu weiteren kleinen Reparaturen.

## Beschreibung
Das Kavaliershaus besteht aus zwei Türmen, die durch einen Mitteltrakt verbunden sind. Der nördliche Turm ist mit der Fassade des Danziger Schlieffhauses verkleidet, während der Mitteltrakt und der nördliche Turm mit gotisierenden Ornamenten ausgestattet und so der gotischen Fassade angepasst sind.